# Abaucourt-Hautecourt
Abaucourt-Hautecourt é uma comuna francesa na região administrativa de Grande Leste, no departamento de Meuse. Estende-se por uma área de 9,68 km². Em 2010 a comuna tinha 106 habitantes (densidade: 11 hab./km²).